# Sounds of Demo Tape Music Festival 2012
Sounds of Demo Tape Music Festival 2012 é uma coletânea musical de artistas da independentes da Serra Gaúcha e São Paulo lançada pelo selo Demo Tape 2.7 em 2012. O projeto inédito em Caxias do Sul foi concebido com o objetivo de apoiar a música independente autoral. A coletânea de 12 faixas, sendo algumas até então inéditas, teve tiragem de 1.000 exemplares que foram distribuídos gratuitamente.

## Lançamento
O lançamento da coletânea ocorreu dentre os 13 e 15 de dezembro de 2012 durante o evento Demo Tape Music Festival, que foi realizado nos dias 13 e 14 de dezembro no Vagão Classic e dia 15 de dezembro no Parque dos Macaquinhos. O evento contou com apresentações musicais das bandas que integraram a coletânea. Foi realizado um preview do evento no dia 12 de dezembro onde se apresentaram as bandas Baby Sitters, Cuscobayo e Máquina do Movimento Perpétuo, estas que não participaram da coletânea.

## Faixas
| Nº | Faixa                   | Artista               | Duração |
| -- | ----------------------- | --------------------- | ------- |
| 1  | Burning for Me          | Elixir Inc.           | 3:35    |
| 2  | O Código                | Bob Shut              | 2:27    |
| 3  | Mary 13:30              | Ampex                 | 3:04    |
| 4  | My Answer to Everything | Slow Bricker          | 5:58    |
| 5  | Diversão                | Vagabundos Iluminados | 3:42    |
| 6  | Colocando pra Fuder     | Pá Virada             | 3:39    |
| 7  | Mandolato!              | Dones Primata         | 2:34    |
| 8  | Punk dos Pampas         | Ligante Anfetaminico  | 3:55    |
| 9  | Flip Slap               | Viralata Rex          | 3:35    |
| 10 | Do Vento                | Descartes             | 5:50    |
| 11 | Recomeçar               | Open                  | 4:46    |
| 12 | Sound of Disgrace       | Torvo                 | 3:46    |